# Parfouru-sur-Odon
Parfouru-sur-Odon és un municipi francès situat al departament de Calvados i a la regió de Normandia. L'any 2007 tenia 155 habitants.

## Demografia

### Població
El 2007 la població de fet de Parfouru-sur-Odon era de 155 persones. Hi havia 61 famílies de les quals 16 eren unipersonals (4 homes vivint sols i 12 dones vivint soles), 25 parelles sense fills i 20 parelles amb fills.
La població ha evolucionat segons el següent gràfic:
Habitants censats

### Habitatges
El 2007 hi havia 71 habitatges, 64 eren l'habitatge principal de la família, 3 eren segones residències i 4 estaven desocupats. 69 eren cases i 2 eren apartaments. Dels 64 habitatges principals, 55 estaven ocupats pels seus propietaris i 9 estaven llogats i ocupats pels llogaters; 2 tenien una cambra, 4 en tenien dues, 3 en tenien tres, 16 en tenien quatre i 39 en tenien cinc o més. 61 habitatges disposaven pel capbaix d'una plaça de pàrquing. A 22 habitatges hi havia un automòbil i a 39 n'hi havia dos o més.

### Piràmide de població
La piràmide de població per edats i sexe el 2009 era:
| Homes | Edats   | Dones |
| ----- | ------- | ----- |
| 0     | 95 o +  | 0     |
| 0     | 90 a 94 | 0     |
| 0     | 85 a 89 | 4     |
| 0     | 80 a 84 | 0     |
| 0     | 75 a 79 | 0     |
| 0     | 70 a 74 | 4     |
| 8     | 65 a 69 | 4     |
| 4     | 60 a 64 | 8     |
| 4     | 55 a 59 | 4     |
| 4     | 50 a 54 | 4     |
| 8     | 45 a 49 | 4     |
| 4     | 40 a 44 | 4     |
| 12    | 35 a 39 | 4     |
| 4     | 30 a 34 | 12    |
| 4     | 25 a 29 | 0     |
| 0     | 20 a 24 | 0     |
| 0     | 15 a 19 | 8     |
| 8     | 10 a 14 | 0     |
| 0     | 5 a 9   | 8     |
| 12    | 0 a 4   | 0     |

## Economia
El 2007 la població en edat de treballar era de 98 persones, 65 eren actives i 33 eren inactives. De les 65 persones actives 62 estaven ocupades (31 homes i 31 dones) i 4 estaven aturades (3 homes i 1 dona). De les 33 persones inactives 20 estaven jubilades, 9 estaven estudiant i 4 estaven classificades com a «altres inactius».

### Ingressos
El 2009 a Parfouru-sur-Odon hi havia 62 unitats fiscals que integraven 163 persones, la mediana anual d'ingressos fiscals per persona era de 20.004 €.

### Activitats econòmiques
L'únic establiment que hi havia el 2007 era d'una empresa de comerç i reparació d'automòbils.

## Poblacions més properes
El següent diagrama mostra les poblacions més properes.